# Hypercompe pelucida
Hypercompe pelucida är en fjärilsart som beskrevs av Rothschild 1917. Hypercompe pelucida ingår i släktet Hypercompe och familjen björnspinnare. Inga underarter finns listade i Catalogue of Life.